# Zbór Kościoła Chrześcijan Dnia Sobotniego w Bielsku-Białej
Zbór Kościoła Chrześcijan Dnia Sobotniego w Bielsku-Białej – zbór z siedzibą przy ul. Cieszyńskiej 96. Pastorem zboru jest Marek Hoffman. Zbór liczy ok. 20 osób.